# Kurt Busiek
Kurt Busiek es un guionista de historietas estadounidense.
(16 de septiembre de 1960 - Boston, Massachusetts). Se crio en varias ciudades de la zona de Boston, entre ellas Lexington, donde se hizo amigo de Scott McCloud, otro futuro guionista y dibujante de historietas.

## Obra
Busiek ha sido guionista de un gran número de títulos de historietas a lo largo de su carrera. Comenzó como profesional en 1982 con el número 162 de Linterna Verde. Entre los títulos que ha escrito se encuentran Arrowsmith, Los Vengadores, Iron Man, El Proyecto Libertad, Ninjak, The Power Company, Tornado Rojo, Schockrockets, Superman: Identidad secreta, Thunderbolts, Las historias jamás contadas de Spiderman, La Liga de la Justicia, la serie limitada de Marvels o Astro City.
Busiek siempre ha sido un gran aficionado a los cómics.[cita requerida]
En 1997 inició junto al dibujante George Pérez una de las más aclamadas etapas en  Los Vengadores. Pérez dejó la serie en el 2000, pero Busiek' continuó a cargo de los guiones durante dos años más. Durante este periodo Alan Davis o Kieron Dwyer fueron, entre otros, los dibujantes con los que compartió su trabajo. Su aportación a esta serie de Marvel concluyó con el arco argumental de La dinastía de Kang. En 2003 Busiek volvió a colaborar con George Pérez en la serie limitada JLA/Vengadores. Algunos han dado en llamar al tándem formado por Busiek y Pérez el equipo de ensueño.[cita requerida]
También en 2003 comenzó a escribir la serie de Conan para la editorial Dark Horse. En 2005 firmó un contrato de dos años en exclusiva con DC Comics. Durante el megacruce de DC, Crisis infinita, guionizó junto a Geoff Johns una historieta de Superman que se desarrolló a lo largo de ocho revistas y en la que se vieron involucrados los dos títulos de este superhéroe: Up, Up and Away! que en España fue publicado por la editorial Planeta con el título Superman: Un año después. Además, escribió para DC el arco argumental La espada de Atlantis de Aquaman.
- Datos: Q971041
- Multimedia: Kurt Busiek / Q971041